# استیون تیپالدوس
استیون تیپالدوس (۱۹۵۷–۲۰۰۶) یک پزشک آمریکایی که مدل مدل دیستورشن فاشیایی را در دهه ۱۹۹۰ میلادی بنیان نهاد.
مدل دیستورشن فاشیایی (به اختصار: FDM) (به انگلیسی: Fascial Distortion Model) یک رویکرد آناتومیکی است که در درمان اختلالات دستگاه ماهیچه ای-اسکلتی به کار می‌رود. در این مدل، آسیب‌های ماهیچه ای-اسکلتی ناشی از تغییرات پاتولوژیک بافت همبند در نظر گرفته شده و درمان آن‌ها به کمک دست انجام می‌پذیرد. هم چنین ادعا شده که آگاهی از این مدل منجر به بهبود نتیجه عمل‌های جراحی می‌شود.